# Puccinia anthephorae
Puccinia anthephorae ist eine Ständerpilzart aus der Ordnung der Rostpilze (Pucciniales). Der Pilz ist ein Endoparasit des Süßgrases Anthephora hermaphrodita. Symptome des Befalls durch die Art sind Rostflecken und Pusteln auf den Blattoberflächen der Wirtspflanzen. Sie ist in Süd- und Mittelamerika verbreitet.

## Merkmale

### Makroskopische Merkmale
Puccinia anthephorae ist mit bloßem Auge nur anhand der auf der Oberfläche des Wirtes hervortretenden Sporenlager zu erkennen. Sie wachsen in Nestern, die als gelbliche bis braune Flecken und Pusteln auf den Blattoberflächen erscheinen.

### Mikroskopische Merkmale
Das Myzel von Puccinia anthephorae wächst wie bei allen Puccinia-Arten interzellulär und bildet Saugfäden, die in das Speichergewebe des Wirtes wachsen. Aecien oder Spermogonien der Art sind nicht bekannt. Die gelbbraunen Uredien des Pilzes wachsen beidseitig auf den Wirtsblättern. Ihre goldenen bis zimtbraunen Uredosporen sind 28–31 × 24–27 µm groß, breit eiförmig bis breitellipsoid und fein stachelwarzig. Die beidseitig wachsenden Telien der Art sind schwärzlich und früh offenliegend. Die kastanienbraunen Teliosporen sind ein- bis zweizellig, in der Regel breit eiförmig bis breitellipsoid und 33–40 × 25–30 µm groß. Ihre Stiele sind gelblich und bis zu 100 µm lang.

## Verbreitung
Das bekannte Verbreitungsgebiet von Puccinia anthephorae umfasst die Karibik sowie das kontinentale Süd- und Mittelamerika von Kolumbien bis Guatemala.

## Ökologie
Die Wirtspflanze von Puccinia anthephorae ist Anthephora hermaphrodita. Der Pilz ernährt sich von den im Speichergewebe der Pflanzen vorhandenen Nährstoffen, seine Sporenlager brechen später durch die Blattoberfläche und setzen Sporen frei. Die Art verfügt über einen Entwicklungszyklus, von dem bislang lediglich Telien und Uredien sowie deren Wirt bekannt sind; Spermogonien und Aecien konnten dem Pilz nicht zugeordnet werden.